# Parchowo
Parchowo (Parchòwò in casciubo, Parchau in tedesco) è un comune rurale polacco del distretto di Bytów, nel voivodato della Pomerania.
Ricopre una superficie di 130,91 km² e nel 2006 contava 3 407 abitanti.
Nel comune vige il bilinguismo polacco/casciubo.